# Siège d'Oran et de Mers el-Kébir (1675-1678)
Pour les articles homonymes, voir Siège d'Oran et de Mers el-Kébir.
Conflits algéro-hispaniques
Le siège d'Oran et de Mers el-Kébir de 1675 est une période d'hostilité et une des tentatives majeures, parmi celles du XVIIe siècle, de la régence d'Alger de chasser les Espagnols du préside d'Oran et de Mers el-Kébir.

## Historique
Les Espagnols lancent un raid contre Tlemcen en juillet 1675 qui tourne rapidement au désastre. Les troupes espagnoles doivent alors se replier sur Oran. Le dey d'Alger, Baba Hassen, décide alors d'exploiter ce revers et de soumettre Oran et Mers el-Kébir à un siège il envoie ses janissaires en renfort des troupes locales. Le siège durera 3 ans. L'état des deux places tenues par les Espagnols est déplorable mais ils tiennent leur position. Finalement, une épidémie de peste se déclare, qui met fin aux siège en décimant les deux armées. En janvier 1678, la garnison espagnole fait une sortie dans la plaine de Melata et inflige des pertes aux Arabes locaux et fait 800 prisonniers ; mais en juin la place d'Oran est à nouveau investie et les Algériens bloquent l'entrée du port,. Cette entreprise est rapidement abandonnée en raison d'un raid anglais qui menace Alger.